# Pyridalyl
Pyridalyl (ISO-naam) is een organische verbinding die gebruikt wordt als insecticide in de land- en tuinbouw. Het is een zogenaamd nieuw insecticide, ontwikkeld door Sumitomo Chemical Co. dat in september 2002 in Japan een registratieaanvraag indiende. De stof werd in Japan en enkele andere Aziatische landen geregistreerd in 2004. De merknaam van de stof is Pleo. Het wordt gebruikt op groenten, sierplanten en katoen. In de Verenigde Staten kwam pyridalyl in 2008 op de markt met als merknaam Overture (enkel voor gebruik in serreteelten). In de Europese Unie is pyridalyl sinds 2011 op de markt met de merknaam Nocturn.

## Werking
Pyridalyl is een selectief insecticide, dat toxisch is voor schadelijke soorten uit de orden Lepidoptera en Thysanoptera, maar niet voor de natuurlijke vijanden daarvan of voor bestuivende insecten (hommels). De stof remt de synthese van proteïnen in insectencellen, maar niet in die van zoogdieren. Bij dierproeven bleek de stof ook niet carcinogeen of teratogeen. Het gunstige toxicologische profiel van pyridalyl maakt de stof geschikt om gebruikt te worden in geïntegreerde bestrijdingstechnieken (zogenaamde IPM of Integrated Pest Management).